# Альфей-Менаше
Альфей-Менаше (ивр. אלפי מנשה‎) — местный совет и израильское поселение на Западном берегу реки Иордан, в Самарии.

## Общие сведения
Основан в 1983 г. движением Амана (см. Гуш Эмуним). Получил статус отдельного местного совета в 1987 году.
Альфей-Менаше расположен на холме на западе Самарии, вплотную к зелёной черте, к юго-востоку от Калькилии и к югу от 55 шоссе.

## Население
По данным Центрального статистического бюро Израиля, население на начало 2020 года составляло 7 952 человека.
Ежегодный прирост населения — 4,6 %. По данным CBS по состоянию на декабрь 2008 года местный совет получил 8 из 10 баллов в социально-экономическом рейтинге. Процент получивших аттестат зрелости среди окончивших 12-й класс 2007—2008 учебном году был 65,3 %. Средняя зарплата жителей посёлка в 2007 году была 8686 шекелей в месяц (средний показатель по стране: 6743 шекеля).

## История
Посёлок был основан в сентябре 1983 года по инициативе Министерства обороны как поселение для работников министерства, военных и их семей. Первым мэром был Шломо Катан.
Название посёлка — в соответствии со стихом в книге Дварим/Втор. 33:17:

בְּכוֹר שׁוֹרוֹ הָדָר לוֹ וְקַרְנֵי רְאֵם קַרְנָיו בָּהֶם עַמִּים יְנַגַּח יַחְדָּו אַפְסֵי אָרֶץ וְהֵם רִבְבוֹת אֶפְרַיִם וְהֵם אַלְפֵי מְנַשֶּׁה
 (ל"ג, יז)

Забор безопасности проведён так, что посёлок расположен к западу от него.
В начале 2000-х годов в посёлке построен новый квартал, который должен в два раза увеличить число жителей. Квартал Гиват-Таль находится к югу от старого посёлка и заселен в 2007 году примерно 350 семьями. Проектная вместимость квартала — 1000 семей.

## Соседние населённые пункты
- Кфар-Саба,
- Кохав-Яир,
- посёлки района Южный Шарон (Нирит, Матан, Хагур, Ярхив, Хоршим, Эйаль),
- Оранит,
- посёлки районного совета Самарии (Цофим, Шаарей-Тиква, Маале-Шомрон), Карней-Шомрон (Гинот Шомрон, Неве-Менахем, Неве-Ализа);
- арабские города Джальджулия, Калькилия, Хабла, Рас а-Тира, Рас-Атия,
- деревни Телет, Наби Элиас, Азун, Вади Раша,
- стоянки бедуинских племён Рамадин и Абу Фарда
- поселенческий форпост Мицпе Гилад.

## Жилой фонд
Существует около 1750 единиц жилья и ведется строительство 65 дополнительных единиц. Кроме того, утверждено строительство около 1000 единиц жилья.
Альфей-Менаше состоит из 6 кварталов:
1. Цавта-Алеф
2. Цавта-Бет
3. Кфир-Йосеф
4. Нофим
5. Йовелим
6. Гиват-Таль — расположен на юге посёлка; назван в честь Таля Мозеса, местного жителя, который был убит в июле 1987 года при нападении возле деревни Хабла.

## Образование и культура
В Альфей-Менаше есть детские сады, две начальные школы и средняя школа (7-9 классы). Есть также общественный центр, спортивный клуб, городская библиотека, исторический архив.
Учреждения образования в посёлке предназначены для возраста 0-16. Ученики школы верхней ступени (10-12 классы) учатся в других населённых пунктах.
В посёлке 2338 детей школьного и дошкольного возраста, из которых 1983 учатся в посёлке и 355 за его пределами. Взрослое население образованное, велика доля лиц с высшим образованием.
В посёлке действует хор, театральная группа для взрослых, молодёжный ансамбль «Родник Альфей-Менаше» и танцевальный ансамбль «Лицо и тело».

## Занятость
Число рабочих мест в пределах посёлка ограничено. В основном это работа в структуре местного совета, учебных и культурных учреждениях и на частных предприятий. Большинство жителей работают вне посёлка.

## Линия прохождения разделительного забора и подъездной дороги

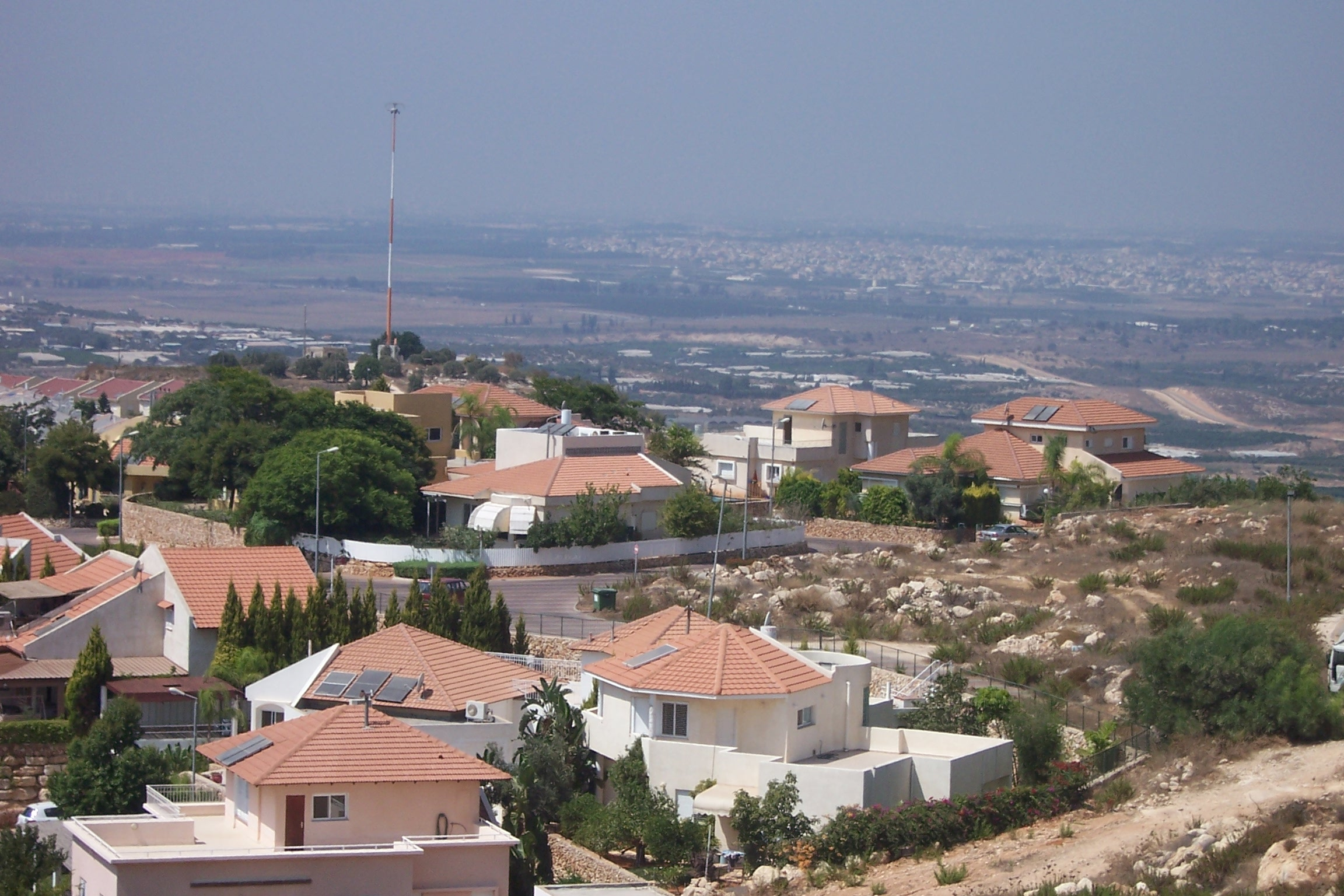
Вид с высшей точки Альфей-Менаше, откуда виден разделительный забор (справа) по состоянию на 2006 год

В 2005 военные власти объявили жителям палестинских деревень к востоку от шоссе 55, некоторые из которых «проглочены Альфей-Менаше», что будет разделительный забор между ними и городом Калькилия, который обеспечивает им важные услуги.
После того, как международный суд в Гааге[уточнить] постановил, что постройка разделительного забора, который включает в себя эти деревни вместе с Альфей-Менаше, незаконна, палестинцы обратились за поддержкой в БАГАЦ.
Они утверждают, что в новой ситуации для арабских жителей анклава Альфей-Менаше остался только один выход из Калькилии и охраняемый армией проход на зелёной черте для земледельцев из окрестностей города.
26 октября 2006 года было вынесено судебное решение, согласно которому разделительный забор вокруг города Калькилия в его нынешней форме, что оставляет Альфей-Менаше за забором вместе с пятью палестинскими деревнями, будет отменён, и по 55 шоссе, включая существующую подъездную дорогу к Альфей-Менаше, перестанут ездить израильтяне. БАГАЦ постановил, что должен быть составлен график выполнения этого решения.
В частности, там написано, что выполнение решения не может быть немедленным, так как оно требует сноса части уже построенного забора, переоборудования участка 55 шоссе, постройки новой подъездной дороги к Альфей-Менаше и ряда других мероприятий.
На сегодняшний день[уточнить] график ещё не опубликован.